# Stinkesberg
Der Stinkesberg (auch: Stinkenberg) ist ein 95 m ü. NN hoher Berg in der nordrhein-westfälischen Stadt Ratingen. Er liegt im Waldgebiet Oberbusch nördlich des Stadtzentrums, östlich des Stadtteils Tiefenbroich und südöstlich des Stadtteils Lintorf.

## Geographie und Naturschutz
Der Stinkesberg fällt nach drei Seiten steil ab und ist von mehreren Wanderwegen umgeben. Er liegt innerhalb des Landschaftsschutzgebiets Ratinger Stadtwald Süd-West (LSG 4607-0012).
Im Bereich des kuppenartigen Gipfels und in den Hangbereichen liegen mehrere bis zu 7,20 Meter lange Quarzite. Diese entstanden durch chemische Vorgänge im Miozän und stehen als Naturdenkmal 8 Braunkohlequarzite Am Stinkenberg (ND B 2.6-7) unter Naturschutz. Sie sind außerdem als Geotop Gesteinsblöcke am Stinkenberg (GK 4607-001) im Geotopkataster des Geologischen Dienstes NRW verzeichnet.
Nach Windwurfschäden durch die Stürme Kyrill im Januar 2007 und Ela im Juni 2014 ist die Bergkuppe nur noch von Büschen bedeckt, die Steine sind Ende 2017 unter dem Strauchwerk zu erkennen und liegen nicht mehr frei.

## Etymologie
Der Berg wird in der Topographia Ducatus Montani von 1715 als „Kigberg“ bezeichnet. Die unmittelbar an den Wald grenzende Gemarkung heißt „Am Kicksberg“. Der Berg dürfte aufgrund seiner Quarzitblöcke als „Stinkesberg“ bezeichnet werden (‘Stein’ = ‘stin’, ‘kes’/‘gen’/‘ken’ = Pluralform oder Verkleinerungsform). „Stinkes“ bedeutet also wahrscheinlich „Steinchen“ oder „Steine“.

## Geschichte

### Sagen und Mythologie
Seit dem 17. Jahrhundert ranken sich mehrere Sagen und Anekdoten um den Berg, unter anderem in Zusammenhang mit dem Dreißigjährigen Krieg sowie Schauermärchen und Mördergeschichten. Belege für diese Geschichten lassen sich jedoch nicht finden.
Ab 1933 tauchte der Stinkesberg vermehrt in den Veröffentlichungen von Heimatforschern auf, wurde zu einer „germanischen Thing- und Richtstätte“ stilisiert und in den Schulunterricht integriert. Die unbewiesenen Thesen über eine angebliche vorchristliche Opferstätte führten sogar dazu, dass ein Ausbau der Reichsautobahn verhindert wurde, da der Ort offenbar als Treffpunkt für die Hitlerjugend, für Sonnwendfeiern oder Schlageter-Kulte benutzt werden sollte. Die Düsseldorfer Gauleitung schrieb hierzu: „Der bisherige Entwurf [...] hat den untragbaren Nachteil, dass er die altgermanische Kultstätte (Stinkesberg), die zu einem Heiligtum der Bewegung ausgestaltet werden soll (die Genehmigung liegt schon vor), in einer Weise gefährdet, dass ihre praktische Wirksamkeit unmöglich wird.“ So wurde die Autobahntrasse um einige Kilometer verlegt.
Bis heute ist der Berg immer wieder Treffpunkt für Rollenspieler, Gothic- und New-Wave-Anhänger, Okkultisten und Esoteriker, teilweise auch für Rechtsextreme aus der Region. Er gilt als „mystischer Ort“.

### Flugzeugabstürze
Am 22. Dezember 1955 stürzte ein englisches Passagierflugzeug des Typs DC3 Dakota im Anflug auf den Flughafen Düsseldorf-Lohausen auf dem Stinkesberg ab. Alle drei Insassen, zwei Piloten und eine Stewardess, kamen dabei ums Leben.
Am 8. November 1992 stürzte eine einmotorige Sportmaschine am Stinkesberg ab. Der Pilot kam dabei ums Leben.